# Bøur
Bøur este un sat situat în partea de vest a insulei Vágar din arhipelagul Feroe. Din punct de vedere administrativ localitatea aparține comunei Sørvágs. Bøur a fost menționat în documente pentru prima oară în 1350. Biserica satului a fost construită în 1865.